# 568. Volksgrenadier-Division
La 568. Volksgrenadier-Division fu un'unità dell'esercito tedesco attiva durante la seconda guerra mondiale, dall'agosto al settembre 1944.

## Storia
La divisione fu costituita il 25 agosto 1944, nell'area di addestramento militare di Königsbrück. Il 17 settembre 1944, ancora in fase di formazione, fu impiegata per la realizzazione della 256. Volksgrenadier-Division.

## Ordine di battaglia
- Grenadier-Regiment 1162
- Grenadier-Regiment 1163
- Grenadier-Regiment 1164
- Artillerie-Regiment 1568
- Divisionseinheiten 1569[1]

## Comandanti
- Generalmajor Gerhard Franz (agosto 1944 - 17 settembre 1944)[1]